# Fred Andrew Seaton
Fred Andrew Seaton, född 11 december 1909 i Washington, D.C., död 16 januari 1974 i Minneapolis, Minnesota, var en amerikansk republikansk politiker. Han representerade delstaten Nebraska i USA:s senat 1951-1952. Han var USA:s inrikesminister 1956-1961.
Seaton var verksam som publicist i Nebraska. Han var ledamot av delstatens lagstiftande församling 1945-1949. Delstaten Nebraska har ett enkammarparlament sedan 1937 och även om ledamöter kallas delstatssenatorer, var inte heller Seaton ledamot av någon annan kammare än Nebraska Unicameral Legislature som i den meningen är lika med senat att det var representanthuset som formellt avskaffades då Nebraska blev av med tvåkammarsystemet.
Senator Kenneth S. Wherry avled 1951 i ämbetet och guvernör Val Peterson utnämnde Seaton till USA:s senat. Han efterträddes året efter av Dwight Griswold.
Seaton efterträdde 1956 Douglas McKay som inrikesminister. Alaska och Hawaii blev delstater under Seatons tid som minister. Han efterträddes 1961 av Stewart Udall.